# Phosphure de calcium
Le phosphure de calcium est un composé du phosphore et du calcium utilisé dans les bombes incendiaires[réf. souhaitée].